# دنیز ارن دونمزر
دنیز ارن دونمزر (انگلیسی: Deniz Eren Dönmezer؛ زادهٔ ۲۱ سپتامبر ۲۰۰۸) بازیکن فوتبال اهل ترکیه است که در حال حاضر برای باشگاه ورزشی آدانا دمیرسپور بازی می‌کند. 
وی همچنین در تیم‌های ملی فوتبال زیر ۱۴، ۱۵و ۱۶ سال ترکیه بازی کرده است.